# Football Club Chiasso 2018-2019
Questa voce raccoglie le informazioni riguardanti il Football Club Chiasso nelle competizioni ufficiali della stagione 2018-2019.

## Stagione
Nella stagione 2018-2019 il Chiasso, allenato da Alessandro Mangiarratti e Andrea Manzo, concluse il campionato di Challenge League al 9º posto. In Coppa Svizzera il Chiasso fu eliminato agli ottavi di finale dal Lucerna.

## Rosa
| N. |                         | Ruolo | Calciatore           |
| -- | ----------------------- | ----- | -------------------- |
| 1  | RD del Congo (bandiera) | P     | Anthony Mossi        |
| 2  | Italia (bandiera)       | D     | Davide Brivio        |
| 4  | Italia (bandiera)       | C     | Francesco Giorno     |
| 4  | Svizzera (bandiera)     | A     | Matteo Martorana     |
| 5  | Svizzera (bandiera)     | D     | Ivan Lurati          |
| 6  | Svizzera (bandiera)     | C     | Rocco Keller         |
| 9  | Svizzera (bandiera)     | A     | Zoran Josipovic      |
| 11 | Francia (bandiera)      | C     | Sofian Bahloul       |
| 12 | Svizzera (bandiera)     | D     | Simone Belometti     |
| 13 | Svizzera (bandiera)     | D     | Bruno Martignoni     |
| 17 | Svizzera (bandiera)     | P     | Alessio Bellante     |
| 18 | Francia (bandiera)      | C     | Dorian Charlier      |
| 20 | Germania (bandiera)     | C     | Sebastian Malinowski |
| 21 | Marocco (bandiera)      | C     | Mattia El Hilali     |
| 22 | Svizzera (bandiera)     | D     | Adonis Ajeti         |

| N. |                         | Ruolo | Calciatore           |
| -- | ----------------------- | ----- | -------------------- |
| 23 | Moldavia (bandiera)     | A     | Nicolae Milinceanu   |
| 25 | Svizzera (bandiera)     | D     | Elia Alessandrini    |
| 26 | Uruguay (bandiera)      | D     | Matías Malvino       |
| 27 | Italia (bandiera)       | D     | Andrea Padula        |
| 28 | Serbia (bandiera)       | C     | Nikola Milosavljević |
| 29 | Italia (bandiera)       | D     | Gabriele Perico      |
| 30 | Svizzera (bandiera)     | C     | Leart Ibderdemaj     |
| 31 | Germania (bandiera)     | C     | Robin Adamczyk       |
| 34 | Italia (bandiera)       | C     | Stefano Guidotti     |
| 39 | Svizzera (bandiera)     | P     | Thomas Candeloro     |
| 45 | Italia (bandiera)       | A     | Carlo Manicone       |
| 55 | Svizzera (bandiera)     | A     | Evandeur Nsiala      |
| 70 | Svizzera (bandiera)     | C     | Fábio Gomes          |
| 77 | RD del Congo (bandiera) | C     | Ambre Nsumbu         |
| 88 | Uruguay (bandiera)      | A     | Rodrigo Pollero      |

## Organigramma societario
Area tecnica
- Allenatore: Andrea Manzo
- Allenatore in seconda: Andrea Iuliano
- Preparatore dei portieri: Nicola Muto
- Preparatori atletici:

## Calciomercato

### Sessione estiva
| Acquisti | Acquisti             | Acquisti         | Acquisti |
| R.       | Nome                 | da               | Modalità |
| -------- | -------------------- | ---------------- | -------- |
| C        | Rai Vloet            | NAC Breda        |          |
| D        | Adonis Ajeti         | San Gallo        |          |
| A        | Patrick Carvalho     | Tupi             |          |
| C        | Robin Adamczyk       | Basilea          |          |
| D        | Elia Alessandrini    | Thun             |          |
| P        | Thomas Candeloro     | Benevento        |          |
| C        | Stefano Guidotti     | Lugano           |          |
| C        | Leart Ibderdemaj     | Basilea II       |          |
| D        | Ivan Lurati          | Sion             |          |
| C        | Sebastian Malinowski | Basilea II       |          |
| A        | Nicolae Milinceanu   | Sliema Wanderers |          |
| A        | Lorenzo Musto        | Arzachena        |          |
| D        | Andrea Padula        | Monza            |          |
| A        | Danijel Šturm        | Tolmin           |          |

| Cessioni | Cessioni           | Cessioni         | Cessioni |
| R.       | Nome               | a                | Modalità |
| -------- | ------------------ | ---------------- | -------- |
| D        | Samuel Delli Carri | Sciaffusa        |          |
| D        | Dušan Cvetković    | Mendrisio        |          |
| A        | Danijel Šturm      | Mendrisio        |          |
| C        | Carte Said         | Cuneo            |          |
| C        | Rai Vloet          | Frosinone        |          |
| A        | Jean Farrugia      | Sliema Wanderers |          |
| A        | Assan Ceesay       | Lugano           |          |
| C        | Kenan Fatkič       | Thun             |          |
| D        | Nicola Nilović     | Breitenrain      |          |
| P        | Francesco Russo    | Lugano           |          |
| A        | Alhassane Soumah   | Juventus U19     |          |

### Sessione invernale
| Acquisti | Acquisti             | Acquisti      | Acquisti |
| R.       | Nome                 | da            | Modalità |
| -------- | -------------------- | ------------- | -------- |
| C        | Mattia El Hilali     | Milan         |          |
| C        | Francesco Giorno     | Parma         |          |
| A        | Carlo Manicone       | Lugano        |          |
| C        | Fábio Gomes          | Losanna U21   |          |
| C        | Nikola Milosavljević | Winterthur    |          |
| A        | Evandeur Nsiala      | Winterthur II |          |
| A        | Joaquín Ardaiz       | Frosinone     |          |
| C        | Dario Lagrotteria    | Castello      |          |

| Cessioni | Cessioni                     | Cessioni            | Cessioni |
| R.       | Nome                         | a                   | Modalità |
| -------- | ---------------------------- | ------------------- | -------- |
| A        | Facundo Batista              | Ponte Preta         |          |
| D        | Michele Monighetti           | Bellinzona          |          |
| A        | Joaquín Ardaiz               | Vancouver Whitecaps |          |
| C        | Yanick Guerchadi             | Mendrisio           |          |
| C        | Ali Kabacalman               | Rapperswil-Jona     |          |
| C        | Dario Lagrotteria            | Castello            |          |
| C        | Antoine Rey                  | Mendrisio           |          |
| A        | Chitchanok Xaysensourinthone | Nakhon Ratchasima   |          |

## Risultati

### Challenge League

#### Prima fase, girone di andata
| Arbitro: | Gut |

|               |           |                                            |
| Josipovic 20’ | Marcatori | 17’ Gajić 62’ Wieser 76’ von Niederhäusern |

| Arbitro: | Wolfensberger |

|  |           |                                    |
|  | Marcatori | 6’ Wüthrich 68’, 74’ (rig.) Chagas |

| Arbitro: | Tschudi |

|                                                 |           |                |
| Geissmann 6’ Rapp 44’, 79’ Loosli 60’ Gétaz 74’ | Marcatori | 84’ Milinceanu |

| Arbitro: | Dudic |

|                              |           |               |
| Milinceanu 25’ Josipovic 83’ | Marcatori | 27’ Castroman |

| Arbitro: | Klossner |

|            |           |                           |
| Jäckle 90’ | Marcatori | 46’ Padula 50’ Milinceanu |

| Arbitro: | Schärli |

|  |           |                      |
|  | Marcatori | 60’ Hefti 71’ Silvio |

| Arbitro: | Cibelli |

|              |           |                |
| Chihadeh 63’ | Marcatori | 28’ Malinowski |

| Arbitro: | Wolfensberger |

|  |           |           |
|  | Marcatori | 62’ Hadzi |

| Arbitro: | Marri |

|  |           |               |
|  | Marcatori | 70’ Josipovic |

#### Prima fase, girone di ritorno
| Arbitro: | Horisberger |

|               |           |            |
| Josipovic 53’ | Marcatori | 26’ Pasche |

| Arbitro: | Wolfensberger |

|                                              |           |               |
| Alessandrini 11’ (aut.) Savic 83’ Silvio 90’ | Marcatori | 57’ Josipovic |

| Arbitro: | Schärli |

|                                    |           |                              |
| Muntwiler 30’, 60’ Dossou 61’, 63’ | Marcatori | 18’ Alessandrini 39’ Batista |

| Arbitro: | Fähndrich |

|                           |           |                                                |
| Josipovic 17’ Batista 76’ | Marcatori | 35’ (rig.) Maierhofer 88’ Zverotić 90’ Almeida |

| Arbitro: | Tschudi |

|                                    |           |                          |
| Barry 11’ Mevlja 37’ Castroman 45’ | Marcatori | 6’ Padula 80’ Milinceanu |

| Arbitro: | Dudic |

|                                     |           |                                      |
| Rey 51’ Malinowski 75’ Guidotti 90’ | Marcatori | 22’ (rig.), 27’, 73’ (rig.) Siegrist |

| Arbitro: | Schärli |

|                                                           |           |               |
| Schalk 23’ Alphonse 27’, 51’ Wüthrich 57’ (rig.) Koné 90’ | Marcatori | 75’ Josipovic |

| Arbitro: | Gut |

|  |           |                           |
|  | Marcatori | 51’ Padula 64’ Milinceanu |

| Arbitro: | Fähndrich |

|                |           |                                  |
| Milinceanu 16’ | Marcatori | 19’ Callà 35’ Hajrović 45’ Alves |

#### Seconda fase, girone di andata
| Arbitro: | Tschudi |

|  |           |                            |
|  | Marcatori | 25’ Bahloul 45’ Milinceanu |

| Arbitro: | Erlachner |

|                                |           |           |
| Milosavljević 23’ Guidotti 40’ | Marcatori | 9’ Schalk |

| Arbitro: | Horisberger |

|                |           |  |
| Maierhofer 56’ | Marcatori |  |

| Arbitro: | Fähndrich |

|             |           |               |
| Pollero 12’ | Marcatori | 89’ Sliskovic |

| Arbitro: | Schnyder |

|                                  |           |                                  |
| Pollero 77’ Josipovic 84’ (rig.) | Marcatori | 51’ Chihadeh 55’ (rig.) Siegrist |

| Arbitro: | Gianforte |

|                  |           |  |
| Gajić 66’ (rig.) | Marcatori |  |

| Arbitro: | Schärli |

|                                           |           |                |
| Alessandrini 10’ Gomes 78’ Milinceanu 81’ | Marcatori | 19’ Cortelezzi |

| Arbitro: | Turkeš |

|           |           |              |
| Buess 39’ | Marcatori | 37’ Guidotti |

| Jona 3 aprile 2019, ore 20:00 CEST 27ª giornata | Rapperswil-Jona | 0 – 0 referto | Chiasso | Stadio Grünfeld (1 520 spett.)\| Arbitro: \| San \| |
| Arbitro:                                        | San             |               |         |                                                     |

#### Seconda fase, girone di ritorno
| Arbitro: | Horisberger |

|                        |           |                       |
| Manicone 2’ Brivio 89’ | Marcatori | 62’ Barry 70’ Bunjaku |

| Arbitro: | Staubli |

|                             |           |                     |
| Iapichino 23’ Koné 70’, 85’ | Marcatori | 5’ Padula 45’ Gomes |

| Arbitro: | Wolfensberger |

|  |           |                                                   |
|  | Marcatori | 14’ Margiotta 42’ Pasche 75’, 90’ Ndoye 89’ Koura |

| Kriens 28 aprile 2019, ore 14:30 CEST 31ª giornata | Kriens    | 0 – 0 referto | Chiasso | Stadion Kleinfeld (1 000 spett.)\| Arbitro: \| Jancevski \| |
| Arbitro:                                           | Jancevski |               |         |                                                             |

| Arbitro: | Cibelli |

|               |           |                       |
| Josipovic 57’ | Marcatori | 71’ Bühler 76’ Dossou |

| Arbitro: | Erlachner |

|                          |           |           |
| Padula 42’ Josipovic 47’ | Marcatori | 59’ Kubli |

| Arbitro: | Wolfensberger |

|                        |           |  |
| Seferi 13’ Doumbia 25’ | Marcatori |  |

| Arbitro: | Hänni |

|  |           |           |
|  | Marcatori | 16’ Mišić |

| Arbitro: | Horisberger |

|           |           |                             |
| Hefti 23’ | Marcatori | 75’ Josipovic 80’ Belometti |

### Coppa Svizzera
| Arbitro: | Cibelli |

|  |           |                                                                                    |
|  | Marcatori | 21’ Rey 26’, 80’ Milinceanu 45’ Josipovic 59’ Padula 71’ Adamczyk 87’ Alessandrini |

| Arbitro: | Erlachner |

|  |           |                              |
|  | Marcatori | 97’ Monighetti 104’ Carvalho |

| Arbitro: | Klossner |

|  |           |                        |
|  | Marcatori | 61’ Knežević 67’ Jurić |

## Statistiche

### Statistiche di squadra
| Competizione     | Punti | In casa | In casa | In casa | In casa | In casa | In casa | In trasferta | In trasferta | In trasferta | In trasferta | In trasferta | In trasferta | Totale | Totale | Totale | Totale | Totale | Totale | DR  |
| Competizione     | Punti | G       | V       | N       | P       | Gf      | Gs      | G            | V            | N            | P            | Gf           | Gs           | G      | V      | N      | P      | Gf     | Gs     | DR  |
| ---------------- | ----- | ------- | ------- | ------- | ------- | ------- | ------- | ------------ | ------------ | ------------ | ------------ | ------------ | ------------ | ------ | ------ | ------ | ------ | ------ | ------ | --- |
| Challenge League | 36    | 18      | 4       | 5       | 9       | 23      | 36      | 18           | 5            | 4            | 9            | 20           | 31           | 36     | 9      | 9      | 18     | 43     | 67     | -24 |
| Coppa Svizzera   | -     | 1       | 0       | 0       | 1       | 0       | 2       | 2            | 2            | 0            | 0            | 9            | 0            | 3      | 2      | 0      | 1      | 9      | 2      | +7  |
| Totale           | 36    | 19      | 4       | 5       | 10      | 23      | 38      | 20           | 7            | 4            | 9            | 29           | 31           | 39     | 11     | 9      | 19     | 52     | 69     | -17 |

### Andamento in campionato
| Giornata  | 1 | 2  | 3  | 4 | 5 | 6 | 7 | 8 | 9 | 10 | 11 | 12 | 13 | 14 | 15 | 16 | 17 | 18 | 19 | 20 | 21 | 22 | 23 | 24 | 25 | 26 | 27 | 28 | 29 | 30 | 31 | 32 | 33 | 34 | 35 | 36 |
| --------- | - | -- | -- | - | - | - | - | - | - | -- | -- | -- | -- | -- | -- | -- | -- | -- | -- | -- | -- | -- | -- | -- | -- | -- | -- | -- | -- | -- | -- | -- | -- | -- | -- | -- |
| Luogo     | C | C  | T  | C | T | C | T | C | T | C  | T  | T  | C  | T  | C  | T  | T  | C  | T  | C  | T  | C  | C  | T  | C  | T  | T  | C  | T  | C  | T  | C  | C  | T  | C  | T  |
| Risultato | P | P  | P  | V | V | P | N | P | V | N  | P  | P  | P  | P  | N  | P  | V  | P  | V  | V  | P  | N  | N  | P  | V  | N  | N  | N  | P  | P  | N  | P  | V  | P  | P  | V  |
| Posizione | 7 | 10 | 10 | 9 | 9 | 9 | 9 | 9 | 8 | 8  | 9  | 9  | 9  | 10 | 10 | 10 | 10 | 10 | 9  | 8  | 9  | 9  | 10 | 10 | 9  | 9  | 8  | 8  | 8  | 10 | 10 | 10 | 10 | 10 | 10 | 9  |

Legenda:

Luogo: C = Casa; T = Trasferta. Risultato: V = Vittoria; N = Pareggio; P = Sconfitta.

### Statistiche dei giocatori
| Giocatore        | Challenge League | Challenge League | Challenge League | Challenge League | Coppa Svizzera | Coppa Svizzera | Coppa Svizzera | Coppa Svizzera | Totale   | Totale | Totale      | Totale     |
| Giocatore        | Presenze         | Reti             | Ammonizioni      | Espulsioni       | Presenze       | Reti           | Ammonizioni    | Espulsioni     | Presenze | Reti   | Ammonizioni | Espulsioni |
| ---------------- | ---------------- | ---------------- | ---------------- | ---------------- | -------------- | -------------- | -------------- | -------------- | -------- | ------ | ----------- | ---------- |
| R. Adamczyk      | 10               | 0                | 1                | 0                | 2              | 1              | 0              | 0              | 12       | 1      | 1           | 0          |
| A. Ajeti         | 15               | 0                | 2                | 0                | 2              | 0              | 0              | 0              | 17       | 0      | 2           | 0          |
| E. Alessandrini  | 25               | 2                | 5                | 1                | 2              | 1              | 1              | 0              | 27       | 3      | 6           | 1          |
| S. Bahloul       | 25               | 1                | 6                | 0                | 2              | 0              | 0              | 0              | 27       | 1      | 6           | 0          |
| F. Batista       | 9                | 2                | 0                | 0                | 2              | 0              | 0              | 0              | 11       | 2      | 0           | 0          |
| A. Bellante      | 5                | 0                | 0                | 0                | 1              | 0              | 0              | 0              | 6        | 0      | 0           | 0          |
| S. Belometti     | 24               | 1                | 7                | 0                | 2              | 0              | 0              | 0              | 26       | 1      | 7           | 0          |
| D. Brivio        | 13               | 1                | 4                | 0                | 0              | 0              | 0              | 0              | 13       | 1      | 4           | 0          |
| T. Candeloro     | 0                | 0                | 0                | 0                | 0              | 0              | 0              | 0              | 0        | 0      | 0           | 0          |
| P. Carvalho      | 7                | 0                | 0                | 0                | 1              | 1              | 0              | 0              | 8        | 1      | 0           | 0          |
| D. Charlier      | 28               | 0                | 9                | 1                | 3              | 0              | 2              | 0              | 31       | 0      | 11          | 1          |
| B. Gennari       | 11               | 0                | 3                | 0                | 0              | 0              | 0              | 0              | 11       | 0      | 3           | 0          |
| F. Giorno        | 8                | 0                | 2                | 0                | 0              | 0              | 0              | 0              | 8        | 0      | 2           | 0          |
| F. Gomes         | 7                | 2                | 2                | 0                | 0              | 0              | 0              | 0              | 7        | 2      | 2           | 0          |
| Y. Guerchadi     | 0                | 0                | 0                | 0                | 0              | 0              | 0              | 0              | 0        | 0      | 0           | 0          |
| S. Guidotti      | 25               | 3                | 5                | 0                | 2              | 0              | 0              | 0              | 27       | 3      | 5           | 0          |
| M. Hilali        | 0                | 0                | 0                | 0                | 0              | 0              | 0              | 0              | 0        | 0      | 0           | 0          |
| L. Ibderdemaj    | 5                | 0                | 1                | 0                | 1              | 0              | 0              | 0              | 6        | 0      | 1           | 0          |
| Z. Josipovic     | 30               | 11               | 4                | 0                | 3              | 1              | 1              | 0              | 33       | 12     | 5           | 0          |
| A. Kabacalman    | 17               | 0                | 3                | 0                | 2              | 0              | 1              | 0              | 19       | 0      | 4           | 0          |
| R. Keller        | 0                | 0                | 0                | 0                | 0              | 0              | 0              | 0              | 0        | 0      | 0           | 0          |
| I. Lurati        | 18               | 0                | 5                | 0                | 1              | 0              | 0              | 0              | 19       | 0      | 5           | 0          |
| S. Malinowski    | 34               | 2                | 1                | 0                | 2              | 0              | 0              | 0              | 36       | 2      | 1           | 0          |
| M. Malvino       | 0                | 0                | 0                | 0                | 0              | 0              | 0              | 0              | 0        | 0      | 0           | 0          |
| C. Manicone      | 14               | 1                | 1                | 0                | 0              | 0              | 0              | 0              | 14       | 1      | 1           | 0          |
| B. Martignoni    | 32               | 0                | 3                | 0                | 3              | 0              | 0              | 0              | 35       | 0      | 3           | 0          |
| M. Martorana     | 0                | 0                | 0                | 0                | 0              | 0              | 0              | 0              | 0        | 0      | 0           | 0          |
| N. Milinceanu    | 30               | 8                | 2                | 0                | 3              | 2              | 0              | 0              | 33       | 10     | 2           | 0          |
| N. Milosavljević | 15               | 1                | 2                | 0                | 0              | 0              | 0              | 0              | 15       | 1      | 2           | 0          |
| M. Monighetti    | 7                | 0                | 2                | 0                | 3              | 1              | 0              | 0              | 10       | 1      | 2           | 0          |
| A. Mossi         | 32               | 0                | 3                | 0                | 2              | 0              | 0              | 0              | 34       | 0      | 3           | 0          |
| E. Nsiala        | 5                | 0                | 0                | 0                | 0              | 0              | 0              | 0              | 5        | 0      | 0           | 0          |
| A. Nsumbu        | 1                | 0                | 0                | 0                | 0              | 0              | 0              | 0              | 1        | 0      | 0           | 0          |
| M. Oberlin       | 1                | 0                | 0                | 0                | 0              | 0              | 0              | 0              | 1        | 0      | 0           | 0          |
| A. Padula        | 31               | 5                | 5                | 0                | 2              | 1              | 0              | 0              | 33       | 6      | 5           | 0          |
| G. Perico        | 17               | 0                | 4                | 0                | 0              | 0              | 0              | 0              | 17       | 0      | 4           | 0          |
| R. Pollero       | 11               | 2                | 2                | 0                | 0              | 0              | 0              | 0              | 11       | 2      | 2           | 0          |
| A. Rey           | 9                | 1                | 4                | 1                | 1              | 1              | 0              | 0              | 10       | 2      | 4           | 1          |